# سیارک ۱۰۷۱۸

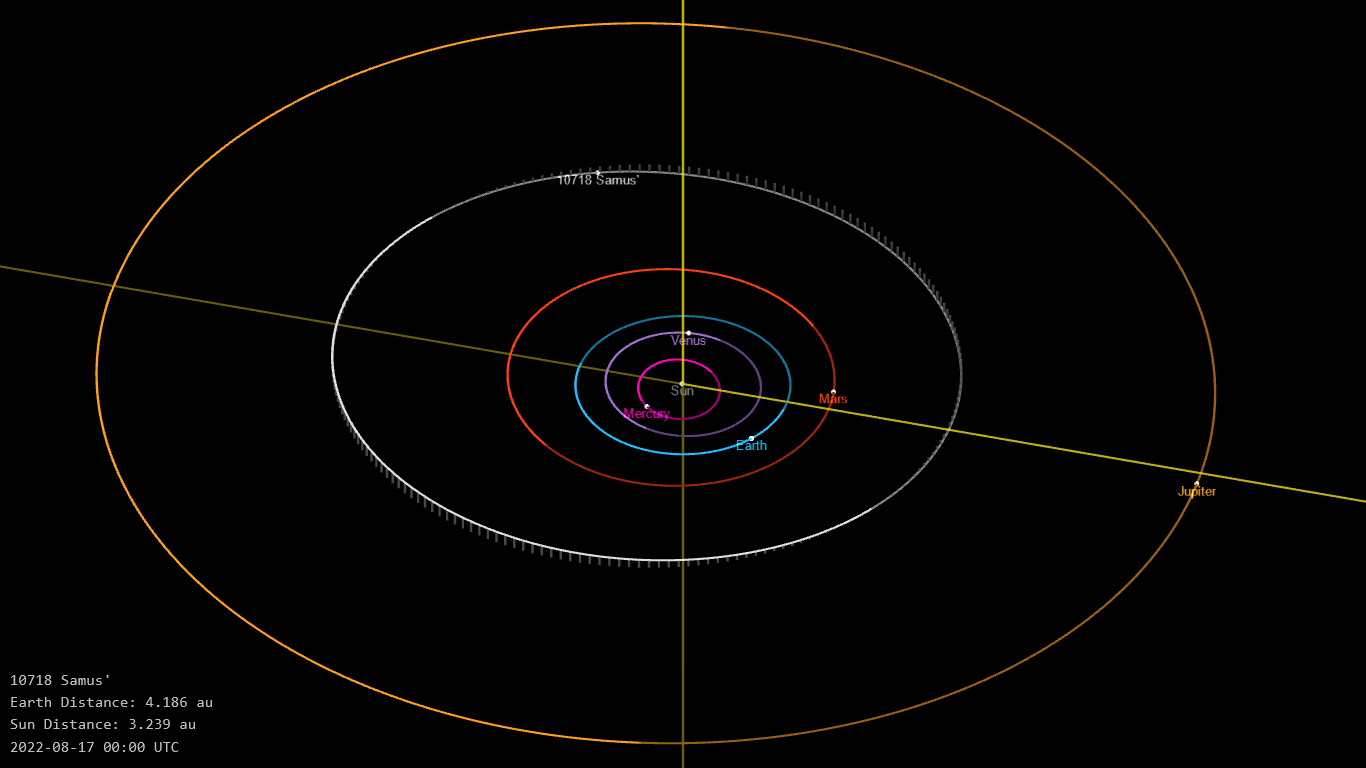
مدار سیارک ۱۰۷۱۸ در منظومه شمسی.

سیارک ۱۰۷۱۸ (به انگلیسی: 10718 Samusʹ، نامگذاری:1985QM5) ده هزار و هفتصد و هجدهمین سیارک کشف شده‌است که در ۲۳ اوت ۱۹۸۵ کشف شد.
قدر مطلق سیارک برابر ۲۶.۹ است.